# Otto Pollak
Otto Pollak (30 aprile 1908 – 18 aprile 1998) è stato uno scrittore e docente statunitense di sociologia all'Università della Pennsylvania.
Il suo libro più famoso fu The Criminality of Women del 1950 in cui suggerì che le donne commettessero quantitativamente reati nella stessa misura degli uomini.
Precedentemente il suo lavoro si era concentrato sulla criminalità di gruppi di popolazione specifici, quali quelli di persone anziane.
Attraverso questo suo lavoro empirico ha fornito un punto di partenza per la branca della criminologia verso le donne.
La sua opera è stata utilizzata anche nei dibattiti politici, poiché alcuni gruppi antifemministi e mascolinisti si sono appropriati del suo lavoro.
La sua opera è stata ripresa da diversi autori e oggetto di critica da parte di Anthony Giddens e da parte femminista.
I diversi autori si riferiscono alla tesi di Pollak, che suggerisce che le donne siano trattate più favorevolmente dal sistema di giustizia criminale, definendola teoria della cavalleria.
Questo accadrebbe perché la maggioranza degli agenti di giustizia criminale – ufficiali di polizia, magistrati e giudici -sarebbero uomini e gli uomini sarebbero socializzati nei confronti delle donne secondo criteri cavallereschi.

## The Criminalty of Women
L'opera più nota di Pollak fu The Criminalty of Women, dove l'autore sosteneva che vi fosse una ideazione stereotipata del maschio in quanto trasgressore della legge causata da uno stereotipo culturale.
The Criminality of Women è definito da Pollak “uno studio sull'entità del crimine femminile, sulle caratteristiche personali delle donne criminali, e sui fattori costituzionali e sociali operanti nella causazione del crimine femminile”.
La supposizione di Pollak nel libro fu l'esistenza di un bias cognitivo di sottorappresentazione della criminalità femminile dovuto a particolari condizioni socio-culturali.
Secondo Pollak, un crimine per poter essere conteggiato nelle statistiche ufficiali deve rispondere a determinate caratteristiche, difficilmente riscontrabili nel crimine tipicamente femminile:
- alta valenza sociale
- carattere pubblico della condotta
- massima collaborazione della vittima con la legge

Pollak tentò di spiegare i crimini femminili ponendo il focus sulle caratteristiche fisiche e fisiologiche delle donne. Egli argomentò che caratteristiche fisiologiche quali mestruazioni, gravidanza e menopausa portano le donne ad essere maggiormente riservate e ingannevoli e ciò si riflette nel loro comportamento criminale.
Pollak suggerì altresì che vi fosse una componente biologica nella capacità delle donne di nascondere i loro crimini, descrivendole come intrinsecamente manipolative e ingannevoli, nonché più portate a commettere crimini come l'avvelenamento dei famigliari e che esse sfruttassero le loro capacità seduttive per istigare crimini e ricevere condanne più miti dalle giurie maschili.
L'opera di Pollak ebbe ampia risonanza all'epoca della pubblicazione e venne paragonata agli studi di Lombroso sulla donna delinquente, tuttavia sebbene Pollak concordasse con Lombroso sul fatto che molti crimini passassero inosservati, discordava con quest'ultimo sulla diversificazione dei crimini stessi compiuti per mano femminile.

### Influenza culturale
Uno studio dell'Università del Michigan del 2015 affronta il tema della diversità di trattamento tra i generi di fronte alla giustizia, rilevando dati a supporto della teoria di Pollak.

### Critica dell'opera
L'opera di Pollak ricevette svariate critiche, in particolar modo da parte femminista:
- In un manuale di sociologia, Anthony Giddens[4]  analizza il dato secondo il quale le donne vengono trattate meglio dal sistema giudiziario, e lo attribuisce a cause differenti rispetto a quelle indicate da Pollak.
- Secondo Carol Smart, sebbene sia plausibile che vi sia un trattamento più indulgente per i reati commessi da donne, Pollak non considera nella sua analisi che taluni crimini commessi ad opera femminile possano essere giudicati più severamente, che i dati a supporto delle tesi di Pollak siano quantitavamente insufficienti e che la sua visione sia una sostanziale riproposizione delle teorie lombrosiane.[14]
- Secondo Frances Heidensohn, l'opera di Pollak non spiegherebbe il vantaggio funzionale per la società nell'indulgenza verso il crimine femminile e quindi si tratterebbe di un'opera prettamente ideologica.[15]
- Nel 1983 David P. Farrington e Allison Morris condussero uno studio sulle condanne giudiziarie, esaminando i dati relativi alla condanna per 408 reati di taccheggio a Cambridge nello stesso anno. Circa 110 di questi reati sono stati commessi da donne. Pur riscontrando che i maschi ricevevano condanne mediamente più pesanti delle femmine, lo studio scoprì che le differenze scomparivano quando il crimine veniva correttamente contestualizzato. Farrington e Morris conclusero che il genere aveva un'incidenza pressoché nulla sul determinarsi della condanna.[16]

## Opere

### Libri a stampa
- Social implications of industry-wide bargaining, Università della Pennsylvania, 1948
- The Criminalty of Women, Greenwood Press, 1950
- Crime causation : selected bibliography of studies in the United States 1939-1949, Università della Pennsylvania, 1950
- Social science and psychotherapy for children; contributions of the behavior sciences to practice in a psychoanalytically oriented child guidance clinic, Russel Sage Foundation, 1952
- Studies in juvenile delinquency: a selected bibliography: 1939-1954, con Norman Bruce Johnston, Washington D.C., 1956
- The social aspects of retirement, Università della Pennsylvania, 1956
- Positive experiences in retirement : a field study, Homewood, 1957
- Applications of some sociological concepts to the practice of social work, New Orleans, 1960
- Il servizio sociale e familiare: diagnosi dei problemi, G. Malipiero, 1961
- Family dynamics and female sexual delinquency, con Alfred S. Friedman, Palo Alto, 1969
- Social adjustment in old age : a research planning report, con Glen Heathers, Greenwood Press, 1975
- Human behavior and the helping professions, Spectrum, 1978
- Invitation to a dialogue : union and separation in family life, con Ellen S. Wise, New York, 1979
- The nature and significance of aging : a background paper, 1980
- The challenges of aging, con Nancy L. Kelley, Croton-on-Hudson, 1982

### Lista di pubblicazioni (parziale)
- Symptomatic factors in consumer behavior, Theory in marketing; Cox, Alderson, Shapiro
- Utilization study of a senior citizens center : reasons for use and non-use of a management-union sponsored recreational facility; Sagi, Friedman, 1970